# 热奶宝 (小吃)
热奶宝，一种中国小吃，它外观看似冰淇淋，其实是在冰淇淋蛋筒里加入糯米和奶油等食材。据传最早是河南街头小吃、新乡传统美食。2022年冬季在中国大陆网上爆红，多个平台相关话题浏览量破亿，并出现多种口味和造型。